# Трансфер-агент
Трансфер-агент:
- в России — юридическое лицо, выполняющее по договору с регистратором функции по приему от зарегистрированных лиц или их уполномоченных представителей и передаче регистратору информации и документов, необходимых для исполнения операций в реестре, а также функции по приему от регистратора и передаче зарегистрированным лицам или их уполномоченным представителям информации и документов, полученных от регистратора[1].

## Взаимодействие регистратора и трансфер-агента
Трансфер-агент осуществляет свою деятельность на основании договора с регистратором. Договором может быть предусмотрено ограничение по типам операций и суммам сделок, по которым трансфер-агент имеет право приема документов. Эмитент не вправе выполнять функции трансфер-агента по ценным бумагам, выпущенным другими эмитентами.

## Функции трансфер-агента
1. прием от зарегистрированных лиц и их уполномоченных представителей документов на совершение операций в реестре;
2. передача регистратору подлинников документов на совершение операций в реестре;
3. передача зарегистрированным лицам и их уполномоченным представителям сертификатов ценных бумаг и (или) выписок из реестра, полученных от регистратора;
4. осуществление проверки подлинности подписи на распоряжениях.

Трансфер-агент может выполнять все указанные функции или часть из них. Регистратор и трансфер-агент обязаны предоставлять заинтересованным лицам информацию о функциях, выполняемых трансфер-агентом в соответствии с заключенным договором.
Регистратор, заключивший договор с трансфер-агентом, не освобождается от ответственности за ведение и хранение реестра.
Регистратор обязан возместить убытки, причиненные в результате неисполнения или ненадлежащего исполнения трансфер-агентом своих функций в порядке, предусмотренном законодательством Российской Федерации.
В договоре регистратора с трансфер-агентом должны быть предусмотрены следующие условия:
- время приема документов на проведение операций в реестре — не менее 4 часов каждый рабочий день недели;
- соблюдение правил ведения реестра регистратора.

Регистратор вправе вносить изменения в реестр на основе информации о принятых документах, полученной от трансфер-агента.
Трансфер-агент не вправе осуществлять открытие лицевых счетов и совершение операций по лицевым счетам зарегистрированных лиц.

## Статистика
Количество регистраторов и трансфер-агентов на 01.01.2016.
| Регион                              | Количество головных подразделений регистраторов | Количество филиалов | Количество трансфер-агентов | Всего пунктов филиальной (трансфер-агентской) сети |
| ----------------------------------- | ----------------------------------------------- | ------------------- | --------------------------- | -------------------------------------------------- |
| Российская Федерация, всего         | 39                                              | 335                 | 140                         | 514                                                |
| Центральный федеральный округ       | 23                                              | 80                  | 42                          | 145                                                |
| Северо-Западный федеральный округ   | 4                                               | 36                  | 12                          | 52                                                 |
| Приволжский федеральный округ       | 2                                               | 83                  | 21                          | 106                                                |
| Сибирский федеральный округ         | 2                                               | 42                  | 20                          | 64                                                 |
| Уральский федеральный округ         | 3                                               | 21                  | 15                          | 39                                                 |
| Южный федеральный округ             | 3                                               | 35                  | 10                          | 48                                                 |
| Дальневосточный федеральный округ   | 1                                               | 21                  | 10                          | 32                                                 |
| Северо-Кавказский федеральный округ | 0                                               | 16                  | 9                           | 25                                                 |
| Крымский федеральный округ          | 1                                               | 1                   | 1                           | 3                                                  |